# Kwon Soon-woo
Kwon Soon-woo (kor. 권순우; * 2. Dezember 1997 in Sangju) ist ein südkoreanischer Tennisspieler.

## Karriere
Kwon spielte auf der Junior Tour von 2011 bis 2015 und erreichte dort Anfang 2015 mit einem kombinierten 46. Rang in der Rangliste seine beste Platzierung. Einmal stand er dabei auch in einem Grand-Slam-Turnier: 2015 bei den Australian Open, als er in Einzel und Doppel jeweils früh verlor.
Bis zum Ende seiner Juniorenkarriere spielte er einige wenige Turniere der drittklassigen ITF Future Tour, ehe er Mitte 2015 erstmals ein Turnier der ATP Challenger Tour in Seoul dank einer Wildcard spielte. Bis Ende des Jahres gelangen ihm die ersten drei Future-Titel, davon einer im Doppel, womit er das Jahr trotzdem nicht innerhalb der Top 1000 abschließen konnte. 2016 gewann er weitere vier Futures und stand schließlich in Gimcheon erstmals in einem Challenger-Halbfinale. Fortan hatte er damit genug Weltranglistenpunkte gesammelt, um dauerhaft bei Challengers anzutreten. Sowohl in Einzel als auch im Doppel verbesserte er sich in der Weltrangliste stark und stand zum Saisonende im Einzel in den Top 300. 2017 spielte er sich beim Challenger in Yokohama ohne Satzverlust durch die Qualifikation bis ins Finale, wo er Yūichi Sugita unterlag. Im Mai kam er in Seoul erneut bis ins Finale und unterlag dort Thomas Fabbiano. Durch weitere passable Ergebnisse stand er Ende des Jahres auf Platz 168. Dabei spielte er in Wimbledon und New York in der Qualifikation von zwei Grand-Slam-Turnieren und hatte Anfang 2017 seine Premiere im Davis Cup für die südkoreanische Davis-Cup-Mannschaft. 2018 konnte er sich in den Asia-Pacific Wildcard Playoffs durchsetzen, einer Ausscheidung um eine Wildcard bei den Australian Open. Dort unterlag er Jan-Lennard Struff glatt in drei Sätzen.
Ab 2025 muss Kwon den 18-monatigen Militärdienst für Südkorea ableisten. Voraussichtlich ab Mitte 2026 kann er wieder an Turnieren teilnehmen.
Im Davis Cup, in dem Kwon seit 2017 für Südkorea spielt, hat er eine Bilanz von 3:3.

## Erfolge
| Legende (Anzahl der Siege)  |
| Grand Slam                  |
| ATP World Tour Finals       |
| ATP World Tour Masters 1000 |
| ATP World Tour 500          |
| ATP World Tour 250 (2)      |
| ATP Challenger Tour (3)     |

| ATP-Titel nach Belag |
| Hartplatz (2)        |
| Sand (0)             |
| Rasen (0)            |

### Einzel

#### Turniersiege

##### ATP Tour
| Nr. | Datum              | Turnier    | Belag         | Finalgegner           | Ergebnis       |
| --- | ------------------ | ---------- | ------------- | --------------------- | -------------- |
| 1.  | 26. September 2021 | Nur-Sultan | Hartplatz (i) | James Duckworth       | 7:66, 6:3      |
| 2.  | 14. Januar 2023    | Adelaide   | Hartplatz     | Roberto Bautista Agut | 6:4, 3:6, 7:64 |

##### ATP Challenger Tour
| Nr. | Datum            | Turnier  | Belag         | Finalgegner     | Ergebnis  |
| --- | ---------------- | -------- | ------------- | --------------- | --------- |
| 1.  | 3. März 2019     | Yokohama | Hartplatz     | Oscar Otte      | 7:64, 6:3 |
| 2.  | 5. Mai 2019      | Seoul    | Hartplatz     | Max Purcell     | 7:5, 7:5  |
| 3.  | 21. Februar 2021 | Biella   | Hartplatz (i) | Lorenzo Musetti | 6:2, 6:3  |

## Abschneiden bei Grand-Slam-Turnieren

### Einzel
| Turnier         | 2017 | 2018 | 2019 | 2020 | 2021 | 2022 | 2023 | 2024 | Karriere |
| --------------- | ---- | ---- | ---- | ---- | ---- | ---- | ---- | ---- | -------- |
| Australian Open | —    | 1    | Q1   | 1    | 1    | 2    | 1    | 1    | 2        |
| French Open     | —    | —    | Q1   | 1    | 3    | 1    | —    | 2    | 3        |
| Wimbledon       | Q1   | —    | 1    |      | 2    | 1    | —    | 1    | 2        |
| US Open         | Q1   | —    | 1    | 2    | 1    | 2    | 1    | 1    | 2        |

Zeichenerklärung: S = Turniersieg; F, HF, VF, AF = Einzug ins Finale / Halbfinale / Viertelfinale / Achtelfinale; 1, 2, 3 = Ausscheiden in der 1. / 2. / 3. Hauptrunde; Q1, Q2, Q3 = Ausscheiden in der 1. / 2. / 3. Qualifikationsrunde; nicht ausgetragen

### Doppel
| Turnier         | 2020 | 2021 | 2022 | 2023 | 2024 | Karriere |
| --------------- | ---- | ---- | ---- | ---- | ---- | -------- |
| Australian Open | 1    | —    | AF   | —    | 1    | AF       |
| French Open     | 1    | —    | 1    | —    | —    | 1        |
| Wimbledon       |      | —    | 1    | —    | —    | 1        |
| US Open         | —    | 1    | 1    | —    | 1    | 1        |